# Stadio Mario Alberto Kempes
Lo stadio Mario Alberto Kempes (in spagnolo Estadio Mario Alberto Kempes) è un impianto sportivo multifunzione di Córdoba, in Argentina.
Dedicato principalmente al calcio, ospita talora anche incontri di rugby, in particolare quelli della Nazionale argentina.
Fu edificato in occasione del campionato mondiale di calcio 1978 in Argentina.
Il nome originario era Estadio Olímpico de Córdoba, ma divenne meglio noto come Chateau Carreras, dal nome del quartiere di ubicazione.
Dal 2010 è intitolato all'ex calciatore Mario Kempes, trascinatore dell'Argentina proprio ai mondiali vinti del 1978, di cui fu il capocannoniere.
Lo stadio ospita le partite più importanti del campionato argentino dei locali club del Belgrano, dell'Instituto, del Racing e del Talleres, i cui stadi sono di dimensioni limitate.
Oltre al campionato del mondo, ospitò incontri di due edizioni della Copa América, nel 1987 e nel 2011.